# Вартон (округ, Техас)
Шаблон:StateAbbr_ 29°17′ пн. ш. 96°13′ зх. д. / 29.28° пн. ш. 96.22° зх. д.
Округ Вартон (англ. Wharton County) — округ (графство) у штаті Техас, США. Ідентифікатор округу 48481.

## Історія
Округ утворений 1846 року.

## Демографія
За даними перепису 2000 року загальне населення округу становило 41188 осіб, зокрема міського населення було 20845, а сільського — 20343. Серед мешканців округу чоловіків було 20265, а жінок — 20923. В окрузі було 14799 домогосподарств, 10744 родин, які мешкали в 16606 будинках. Середній розмір родини становив 3,26.
Віковий розподіл населення поданий у таблиці:
| Стать    | До 15 років | 15-21 | 22-29 | 30-39 | 40-49 | 50-65 | 65-85 | Понад 85 |
| -------- | ----------- | ----- | ----- | ----- | ----- | ----- | ----- | -------- |
| Чоловіки | 4970        | 2416  | 1910  | 2702  | 3015  | 2938  | 2089  | 225      |
| Жінки    | 4571        | 2313  | 1838  | 2718  | 2995  | 3080  | 2867  | 541      |

## Суміжні округи
- Остін — північ
- Форт-Бенд — північний схід
- Бразорія — схід
- Матагорда — південний схід
- Джексон — південний захід
- Колорадо — північний захід

## Виноски
1. ↑  U.S. Decennial Census. United States Census Bureau. Архів оригіналу за 4 квітня 2018. Процитовано 12 травня 2015.
2. ↑  Texas Almanac: Population History of Counties from 1850–2010 (PDF). Texas Almanac. Архів оригіналу (PDF) за 26 лютого 2015. Процитовано 12 травня 2015.
3. ↑  State & County QuickFacts. United States Census Bureau. Архів оригіналу за 5 вересня 2015. Процитовано 29 грудня 2013.(англ.) Наведено за англійською вікіпедією.
4. ↑  American FactFinder. Бюро перепису населення США. Архів оригіналу за 26 лютого 2012. Процитовано 31 січня 2008.

| США | Це незавершена стаття з географії США. Ви можете допомогти проєкту, виправивши або дописавши її. |